# 저거몽손
저거몽손(沮渠蒙遜, 368년 ~ 433년, 재위：401년 ~ 433년)은 중국 오호 십육국 시대의 북량의 실질적 건국자. 임송(臨松, 감숙성 장액시) 노수호의 출신. 노수호(盧水胡)는 「진서」재기에서는 흉노의 지파(支族)로 되어 있지만, 그 밖에도 월지설, 독자적인 소수민족설등이 있다. 묘호는 태조(太祖). 시호는 무선왕(武宣王)이다.

## 생애
노수호의 족장의 가문에서 태어났다. 뛰어난 재능이 있어, 권모술수에 능했고, 후량의 왕 여광을 두려워 했다. 이 때문에 항상 술을 마셔 그들의 눈을 속였다고 한다.
397년, 서진(西秦)토벌의 실패의 책임을 받아들이게 해져 백부 저거라구(沮渠羅仇), 국죽(麹粥)형제가 여광에 의해서 살해당했다. 여광을 규탄하여, 후량으로부터의 독립을 선언해 군사를 일으킨다. 사촌형제 저거남성(沮渠男成)과 협력하여, 후량의 건강태수인 한족 단업을 건국공으로써 옹립하였다. 이것이 북량의 건국이다.
401년, 저거남성과 단업을 살해, 스스로 양주목 장액공(涼州牧 張掖公)을 칭해 북량의 지배자가 된다.
영역을 서진·남량·서량·후량·후진·하·북위에 둘러싸여 세력 확대는 곤란했지만, 세력이 강한곳은 종속하고, 약한 세력을 토벌하는 교묘한 외교를 전개해 영역을 확대, 421년에 서량을 멸해 돈황을 지배하에 넣어 하서 지방 전역을 지배했다.
서진과 대항하기 위해서 하·북위와 제휴하는 한편, 강남의 동진·송왕조에도 사신을 보내 양주목 하서왕(涼州牧・河西王)에게 봉해졌다. 하지만, 431년 서진·하나라가 멸망 하면서 북위의 세력이 강력해 졌기 때문에, 북위에 인질을 보내 양주목 양왕(涼州牧 涼王)으로 봉해졌다.
433년 병사하여, 향년 66세. 북위는 사절을 파견해, 무선왕으로 추시 했다. 그의 아들 저거목건(沮渠牧犍)이 계승하였다.